# Orebić - Osičac
Orebić - Osičac este o arie protejată (sit de importanță comunitară — SCI) din Croația întinsă pe o suprafață de 89,49 ha, integral pe uscat.

## Localizare
Centrul sitului Orebić - Osičac este situat la coordonatele 42°59′39″N 17°03′32″E / 42.994214°N 17.058898°E.

## Înființare
Situl Orebić - Osičac a fost declarat sit de importanță comunitară în iulie 2013 pentru a proteja un număr necunoscut de specii din flora spontană și fauna sălbatică aflate în arealul zonei.

## Biodiversitate
Situată în ecoregiunea mediteraneană, aria protejată conține 1 habitat natural: Păduri de Olea și Ceratonia.
La baza desemnării sitului se află un număr nedeclarat de specii protejate.